# Tokio Verdy
Tokio Verdy (japonsky 東京ヴェルディ) je japonský fotbalový klub z města Tokio hrající v J2 League. Klub byl založen v roce 1969 pod názvem Jomiuri SC. Když roku 1992 vznikla profesionální J.League, klub se přestěhoval do Kawasaki a přijal jméno Verdy Kawasaki. V roce 2001 se přestěhoval do Tokia a přijal jméno Tokyo Verdy 1969 (od sezony 2008 jen Tokyo Verdy). Svá domácí utkání hraje na Ajinomoto Stadium.

## Úspěchy
- Liga mistrů AFC: 1987
- J1 League: 1993, 1994
- J.League Cup: 1992, 1993, 1994
- Císařský pohár: 1984, 1986, 1987, 1996, 2004

## Významní hráči
- Ruy Ramos
- Tecudži Haširatani
- Kazujoši Miura
- Šinkiči Kikuči
- Nobuhiro Takeda
- Cujoši Kitazawa
- Júdži Nakazawa
- Naoki Sóma
- Takaši Hirano
- Takajuki Morimoto
- Kazujuki Toda
- Hiroši Nanami
- Tošihiro Hattori
- Jóiči Doi
- Takaši Fukuniši
- Masaši Óguro
- Seiičiró Maki
- Naohiro Takahara
- Bismarck
- Washington
- Hulk
- Patrick M’Boma